# André Péan
Pour les articles homonymes, voir Péan (homonymie).
André Péan est un céiste français de slalom. 
Aux Championnats du monde 1951 à Steyr, il est médaillé d'or en C2 par équipe et médaillé d'argent en C2 avec Jacques Musson.